# Microsoft PowerPoint
Microsoft PowerPoint (полное название — Microsoft Office PowerPoint, от англ. empower — давать возможность, позволять) — программное обеспечение для подготовки и просмотра презентаций, являющаяся частью Microsoft Office и доступная в редакциях для операционных систем Microsoft Windows и macOS, а также для мобильных платформ Android и IOS. Материалы, подготовленные с помощью PowerPoint, предназначены для отображения на большом экране — через проектор либо телевизионный экран большого размера.

## История
Идея PowerPoint появилась у Боба Гаскинса (Bob Gaskins), студента университета Беркли. В 1984 году Гаскинс присоединился к Forethought и нанял разработчика Денниса Остина (Dennis Austin). Боб и Деннис объединили усилия и создали программу Presenter. Деннис создал оригинальную версию программы с Томом Рудкиным (Tom Rudkin). Позже Боб решил изменить название на PowerPoint.
В 1987 году вышел PowerPoint 1.0 для Apple Macintosh. Он работал в чёрно-белом формате. Позже с появлением цветных Macintosh появилась и цветная версия программы. К первым версиям PowerPoint прикладывалось руководство в виде книги синего цвета в твердом переплете, однако из-за дороговизны обновления такого руководства в Forethought решили вернуться к электронной справке.
В 1987 году Forethought и PowerPoint были куплены Microsoft за 14 млн долларов. В 1990 году вышла версия для Windows в комплекте программ Microsoft Office. Однако с 2001 года с появлением Microsoft Office XP PowerPoint мог распространяться и отдельно от пакета Office.

## Совместимость
Форматы PPT, PPS и POT, как и все бинарные форматы пакета Office, являются закрытыми форматами, поэтому теоретически ими можно управлять только через программу Microsoft. Учитывая распространение формата в результате длительной и сложной работы по реинжинирингу, сегодня такие программы, как Apple Keynote или Apache OpenOffice Impress, могут открывать файлы PowerPoint. Однако программа Microsoft также использует данные о связывании и встраивании объектов. Это не проблема в Windows, но в macOS и GNU/Linux иногда файлы не открываются.
Вместо этого новый формат Office Open XML является бесплатным форматом, спецификации которого опубликованы, поэтому совместимость со сторонним программным обеспечением лучше.
Версия PowerPoint для Microsoft Windows поддерживает защиту DRM для документов после ввода пароля для редактирования, но эти документы нельзя открыть (даже только для чтения) ни в версии PowerPoint для Mac OS, ни в другом программном обеспечении, которое может открывать их файлы, например OpenOffice. org или Apple Keynote.

## Другие платформы

### PowerPoint для мобильных устройств
PowerPoint Mobile входит в состав Windows Mobile 5.0. Это программа для презентаций, способная читать и редактировать презентации Microsoft PowerPoint, хотя возможности автора ограничены добавлением заметок, редактированием текста и перестановкой слайдов. Он не может создавать новые презентации. Версии PowerPoint Mobile для Windows Phone 7 также позволяют просматривать трансляции презентаций, транслируемые из Интернета. В 2015 году Microsoft выпустила PowerPoint Mobile для Windows 10 в качестве универсального приложения. В этой версии PowerPoint пользователи могут создавать и редактировать новые презентации, представлять и делиться своими документами PowerPoint.

### PowerPoint для Интернета
PowerPoint для Интернета — это бесплатная облегченная версия Microsoft PowerPoint, доступная как часть Office в Интернете, которая также включает веб-версии Microsoft Excel и Microsoft Word.
PowerPoint в Интернете поддерживает вставку, аудио- и видеофайлов, хранящихся на вашем компьютере. Некоторые элементы, такие как эффекты WordArt или более сложные анимации и переходы, вообще не отображаются, хотя и сохраняются в документе. В PowerPoint для Интернета также отсутствуют представления «Структура», «Мастер», «Сортировщик слайдов» и «Презентатор», присутствующие в классическом приложении, а также ограниченные возможности печати.

## Версии
Версии Mac OS включают:
- 1987 г. PowerPoint 1.0 для классической версии Mac OS
- 1988 г. PowerPoint 2.0 для классической версии Mac OS
- 1992 г. PowerPoint 3.0 для классической версии Mac OS
- 1994 г. PowerPoint 4.0 для классической версии Mac OS
- 1998 PowerPoint 98 (8.0) для Mac OS classic (Office 1998 для Mac)
- 2000 PowerPoint 2001 (9.0) для Mac OS X (Office 2001 для Mac)
- 2004 PowerPoint 2004 (11.0) для Mac OS X (Office 2004 для Mac)
- 2008 PowerPoint 2008 (12.0) для Mac OS X (Office 2008 для Mac)

Версии Microsoft Windows включают:
- 1990 г. PowerPoint 2.0 для Windows 3.0
- 1992 г. PowerPoint 3.0 для Windows 3.1
- 1993 г. PowerPoint 4.0 (Офис 4.x)
- 1995 г. PowerPoint для Windows 95 (версия 7.0) - (Office 95)
- 1997 PowerPoint 97 - (Офис 97)
- 1999 г. PowerPoint 2000 (версия 9.0) – (Office 2000)
- 2001 PowerPoint 2002 (версия 10) — (Office XP)
- 2003 PowerPoint 2003 (версия 11) — (Office 2003)
- 2006–2007 PowerPoint 2007 (версия 12) – (Office 2007)
- 2010 PowerPoint 2010
- 2016 PowerPoint 2016
- 2021 PowerPoint 2021

## Критика
PowerPoint неоднократно подвергался критике. Указывают, прежде всего, на навязываемый стиль изложения материала в виде набора кратких тезисов — «буллитов», которые одновременно появляются на экране и зачитываются лектором, а также смещению акцента к оформлению в ущерб смыслу. Среди противников использования PowerPoint для презентаций — профессор Йельского университета Эдвард Тафти, российский дизайнер Артемий Лебедев и миллиардер Джефф Безос.